# Paul Glees
Paul Franz Glees (* 23. Februar 1909 in Köln; † 18. Juli 1999 in Göttingen) war ein deutscher Neuroanatom und Hochschullehrer.

## Leben
Paul Glees wuchs in Köln auf und schloss 1929 sein Medizinstudium an der Universität Bonn ab. Dort als Assistent von Philipp Stöhr wurden seiner Verlobten Eva Löb, Tochter von Walter Löb, aufgrund ihrer jüdischen Herkunft 1934 der Doktorgrad versagt und ihm aus politischen Gründen der Doktorgrad aberkannt. Erst 2023 rehabilitierte Die Universität Bonn Paul Glees. 1936 flüchteten Paul Glees und Eva Löb nach Amsterdam. Sie heirateten in Großbritannien, weil Mischehen in den Niederlanden nicht geschlossen werden durften. Von 1936 bis 1938 forschte Glees als Volontärassistent am Anatomisch-Embryologisches Institut Amsterdam und 1938 zwei Monate an der Zoologischen Station Neapel. 1939 flüchtete Glees mit seiner Familie aus den Niederlanden nach Großbritannien, wo er zunächst am Strangeway Laboratory in Cambridge, dann mit Wilfrid Le Gros Clark, Hugh Cairns und Sally Zuckermann an der Universität Oxford über das Gehirn von Primaten forschte.
Nachdem er 1956 eine Professur in den U.S.A. abgelehnt hatte, weil Eva Glees, seit 1946 britische Staatsbürgerin, mit den Kindern das Land nicht mehr verlassen wollte, folgte er 1961 dem Ruf der Universität Göttingen auf den neu eingerichteten Lehrstuhl für Physiologie und leitete dort das Institut für Neuroanatomie und Embryologie.

## Werke (Auswahl)
- Neurologia, Morphology and Function, Oxford 1955
- Experimental Neurology, Oxford 1961
- Human Brain, Cambridge 1988
- Das menschliche Gehirn, Stuttgart 1968

## Privates
Der britische Zeithistoriker Anthony Glees ist ein Sohn von Paul und Eva Glees.